# Comuna Berzovia, Caraș-Severin
Berzovia (în maghiară: Zsidovin, în germană: Berschowia) este o comună în județul Caraș-Severin, Banat, România, formată din satele Berzovia (reședința), Fizeș și Gherteniș.

## Demografie
Componența etnică a comunei Berzovia
     Români (78,41%)
     Romi (10,53%)
     Maghiari (1,32%)
     Alte etnii (0,86%)
     Necunoscută (8,87%)
Componența confesională a comunei Berzovia
     Ortodocși (78,56%)
     Romano-catolici (5,48%)
     Penticostali (4,1%)
     Baptiști (1,66%)
     Alte religii (0,95%)
     Necunoscută (9,24%)
Conform recensământului efectuat în 2021, populația comunei Berzovia se ridică la 3.247 de locuitori, în scădere față de recensământul anterior din 2011, când fuseseră înregistrați 3.891 de locuitori. Majoritatea locuitorilor sunt români (78,41%), cu minorități de romi (10,53%) și maghiari (1,32%), iar pentru 8,87% nu se cunoaște apartenența etnică. Din punct de vedere confesional, majoritatea locuitorilor sunt ortodocși (78,56%), cu minorități de romano-catolici (5,48%), penticostali (4,1%) și baptiști (1,66%), iar pentru 9,24% nu se cunoaște apartenența confesională.

## Politică și administrație
Comuna Berzovia este administrată de un primar și un consiliu local compus din 13 consilieri. Primarul, Robert Nosal[*], de la Partidul Național Liberal, este în funcție din 1 noiembrie 2024. Începând cu alegerile locale din 2024, consiliul local are următoarea componență pe partide politice:
|  | Partid                          | Consilieri | Componența Consiliului | Componența Consiliului | Componența Consiliului | Componența Consiliului |
|  | ------------------------------- | ---------- | ---------------------- | ---------------------- | ---------------------- | ---------------------- |
|  | Partidul Național Liberal       | 4          |                        |                        |                        |                        |
|  | Alianța pentru Unirea Românilor | 4          |                        |                        |                        |                        |
|  | Partidul Social Democrat        | 3          |                        |                        |                        |                        |
|  | Alianța Dreapta Unită           | 2          |                        |                        |                        |                        |

## Atracții turistice
- Biserica din satul Berzovia, construcție secolul al XIX-lea
- Ruinile castrului roman "Bersobis" din Berzovia
- Monumentul Eroilor, Berzovia